# Дилофо (дем Загори)
Вижте пояснителната страница за други значения на Дилофо.
Вижте пояснителната страница за други значения на Сопот.
Дилофо или Сопотсели (на гръцки: Δίλοφο, катаревуса Δίλοφον, Дилофон, до 1929 година Αμπέλι, Амбели или Амбелиес, до 1928 година Σομποτσέλι(ον), Сопотсели(он)) е село в Северозападна Гърция, дем Загори, област Епир. Според преброяването от 2001 година населението му е 39 души. Старото име на селото Сопотсели, произлиза от българското Сопот село.